# Ренсенеб
Ренсенеб Аменемхет — давньоєгипетський фараон з XIII династії.